# Herfstbladeren (Haayer)

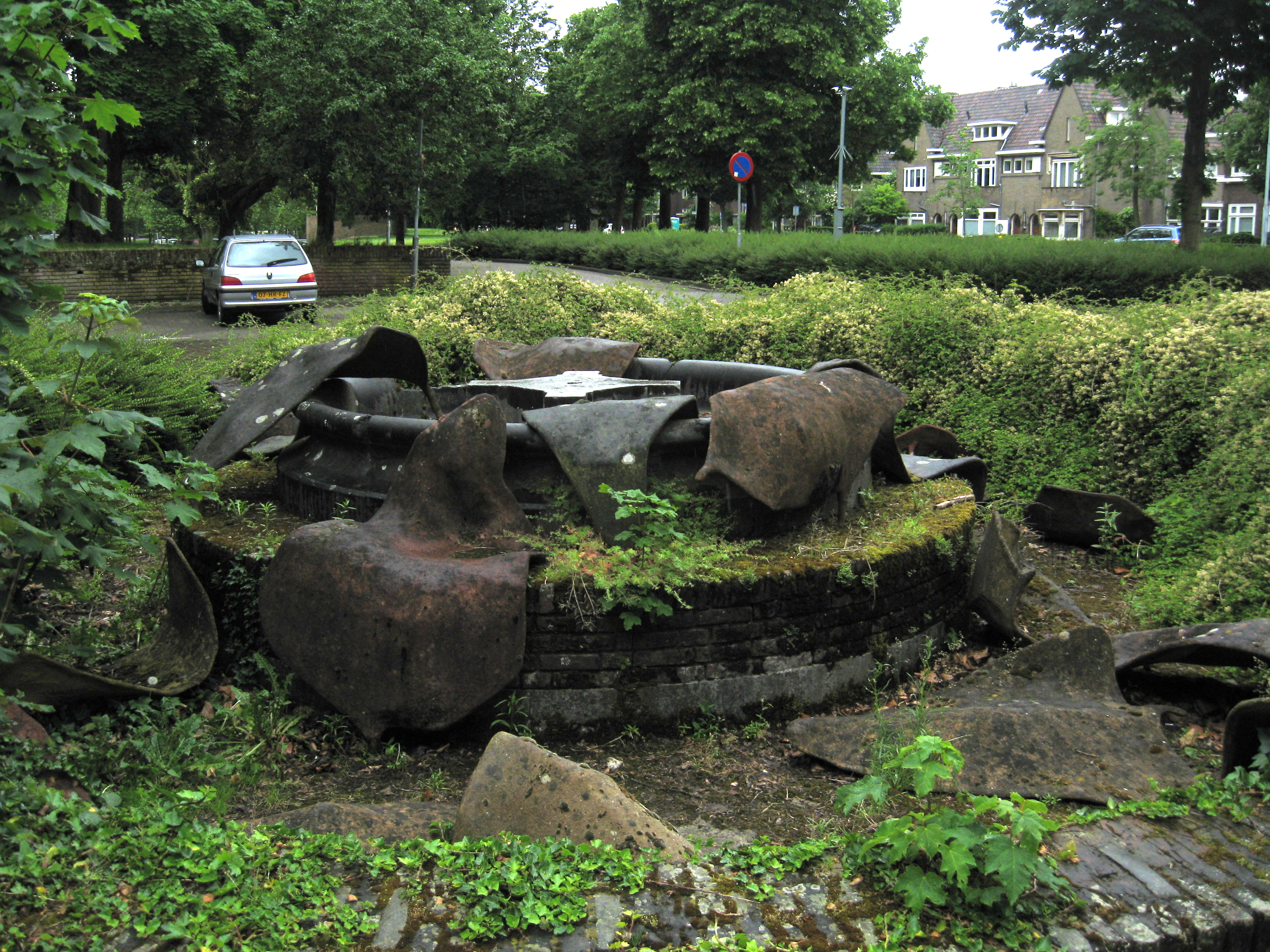

Herfstbladeren is een voormalig kunstwerk van Leidi Haayer op Bastion Baselaar aan de Hekellaan te 's-Hertogenbosch. Het kunstwerk is gemaakt van onder andere rolstaal, volièregaas, cement, haarspelden en vlechtdraad. Het beeld is vervaardigd in 1987, en is in 2013 verwijderd ten behoeve voor de aanbouw van parkeergarage Sint-Jan. 
Het beeld ligt op de restanten van de Pelikaanfontein. Deze fontein heeft daar sinds 1931 gestaan. Doordat deze in zeer slechte staat verkeerde, is deze verwijderd. Slechts het bassin is bewaard gebleven. Leidi heeft deze gebruikt, om de cementen herfstbladeren neer te leggen.
Het beeld is een winnend ontwerp dat Koninklijke Academie voor Kunst en Vormgeving in Den Bosch had uitgeschreven in samenwerking met de Verenigde Nederlandse Cementindustrie.
Omdat het kunstwerk verweerd geraakt was, is het daar weggehaald en hergebruikt door Haayer. Het heeft er 27 jaar gelegen, waar gerekend was op 10 jaar.